# Crematogaster arata
Crematogaster arata es una especie de hormiga acróbata del género Crematogaster, familia Formicidae. Fue descrita científicamente por Emery en 1906.
Habita en el continente americano, en Argentina, Brasil y Paraguay. Se ha encontrado a elevaciones que van desde los 100 hasta los 1380 metros de altura. Habita en bosques bajos y bordes de ríos. Además se encuentra en varios microhábitats como troncos.